# Serhiy Diadetchko
 (mai 2017).
Si vous disposez d'ouvrages ou d'articles de référence ou si vous connaissez des sites web de qualité traitant du thème abordé ici, merci de compléter l'article en donnant les références utiles à sa vérifiabilité et en les liant à la section « Notes et références ».
Serhiy Volodymyrovytch Diadetchko (en ukrainien : Сергій Володимирович Дядечко) ou Sergueï Vladimirovitch Diadetchko (en russe : Сергей Владимирович Дядечко), est un homme d'affaires ukrainien né le 18 novembre 1971 à Donetsk dans le Donbass.

## Biographie
Serhiy Diadetchko est né à Donetsk le 18 novembre 1974. Après avoir fini ses études secondaires il est entré à l’Université Polytechnique (maintenant l’Université nationale technique de Donetsk). Lors de ses études il a joué pour l’équipe de basket-ball de l’université et de la ville de Donetsk.

### BC Donetsk
En 2007 Serhiy Diadetchko est devenu le Président et actionnaire principal de BC Donetsk.
La même année son équipe, composée uniquement de joueurs ukrainiens, remporte l'Ukrainian Third League, troisième niveau de basket-ball en Ukraine, remportant la totalité des 34 matches. La saison suivante, il remporte l'Ukrainian Second League pour accéder en deux saisons à la première division du pays.
L’équipe des jeunes de l’école de basket-ball obtient la même année toutes les premières places dans les compétitions ukrainiennes. Diadetchko a réussi à organiser et développer la structure de l’école de basket-ball pour les jeunes dans toute la région. Cette école réunit plus de 500 enfants et était aussi présente dans les villes d’Ukraine telles que Makeevka, Gorlovka, Kramatorsk, Droujkovka, Dokutchayevs, Dimitrov.
Durant la saison sportive 2011-2012 la stratégie de Serhiy Diadetchko, élaborée pour le développement de BC Donetsk a porté ses fruits. L’équipe est devenue championne de la Super Ligue, remportant les playoff après avoir atteint de surcroît les quarts de finale d'une coupe européenne, l'EuroCoupe.
Depuis 2012, Serhiy Diadetchko a sponsorisé de dizaines de tournois de streetball à Donetsk et dans d’autres villes de la région.
À son initiative, en 2013, le BC Donetsk a financé les compétitions universitaires de basket-ball de la ville de Donetsk. La même année, l’équipe des jeunes de BC Donetsk  a remporté l’Euroligue des jeunes, le Championnat le plus prestigieux en Europe.
En 2014 Serhiy Diadetchko a créé la Ligue des jeunes de basket-ball de Donetsk, un projet unique pour l’Ukraine. Ce tournoi d’une durée de trois mois fut basé sur le même principe que la plupart des Ligues professionnelles du monde : une première phase régulière, dans laquelle chaque équipe a joué une fois à domicile et une fois à l’extérieur, puis les meilleures équipes ont accédé aux playoff, et les quatre vainqueurs de cette étape ont obtenu le droit de se battre pour le titre dans une Finale à quatre.

### AS Monaco
En 2013, Serhiy Diadetchko devient le mécène du Club de basket-ball de Monaco, l'AS Monaco, qui évolue à cette époque en NM1 (troisième division nationale). La saison suivante, les Monégasques ont remportent ce championnat pour  accéder à la Pro B.
En 2015, Serhiy Diadetchko devient le président du club de Monaco et grâce à ses efforts l’équipe a réussi à remporter le championnat de France Pro B, devenant la première dans l’histoire de basket-ball français à réaliser l’exploit de remporter successivement la NM1 et la Pro B. La saison suivante, l'AS Monaco termine en tête la phase régulière de la Pro A et atteint les demi-finales des play-offs. Cette même saison, le club remporte la Leaders Cup, compétition organisée par la LNB et disputée par les huit premières équipes de la phase « aller » du championnat.
Ces résultats permettent à Monaco de disputer la Ligue des champions de basket-ball (BCL),. Pour sa première participation à cette compétition, l'AS Monaco obtient le meilleur bilan victoires/défaites parmi les 40 équipes participantes. Lors des playoffs, les Monégasques s'imposent face au club grec de l'AEK Athènes puis face aux Italiens de Dinamo Sassari. Au Final four de la compétition, ils s'inclinent face au club turc de Bandırma Banvit.
La même saison, en février 2017, Monaco gagne de nouveau la Leaders Cup, devenant le premier club dans l’histoire du tournoi à remporter ce titre deux fois consécutivement.
En 2017, Serhiy Diadetchko fonde Dyadechko Sport Fund (DSF). 
L’objectif principal de cette organisation est de développer le sport et promouvoir un mode de vie sain en Ukraine. La Fondation sponsorise des retransmissions des compétitions sportives sur les chaînes de télévisions et internet d’Ukraine. DSF coopère avec la Fédération ukrainienne de tennis, avec la Ligue ukrainienne du football américain, et avec la Fédération ukrainienne de squash.